# Xevérnevo
Xevérnevo (en rus: Шевернево) és un poble de l'óblast de Tula, a Rússia, segons el cens del 2010 tenia 44 habitants.